# Borg Mesch

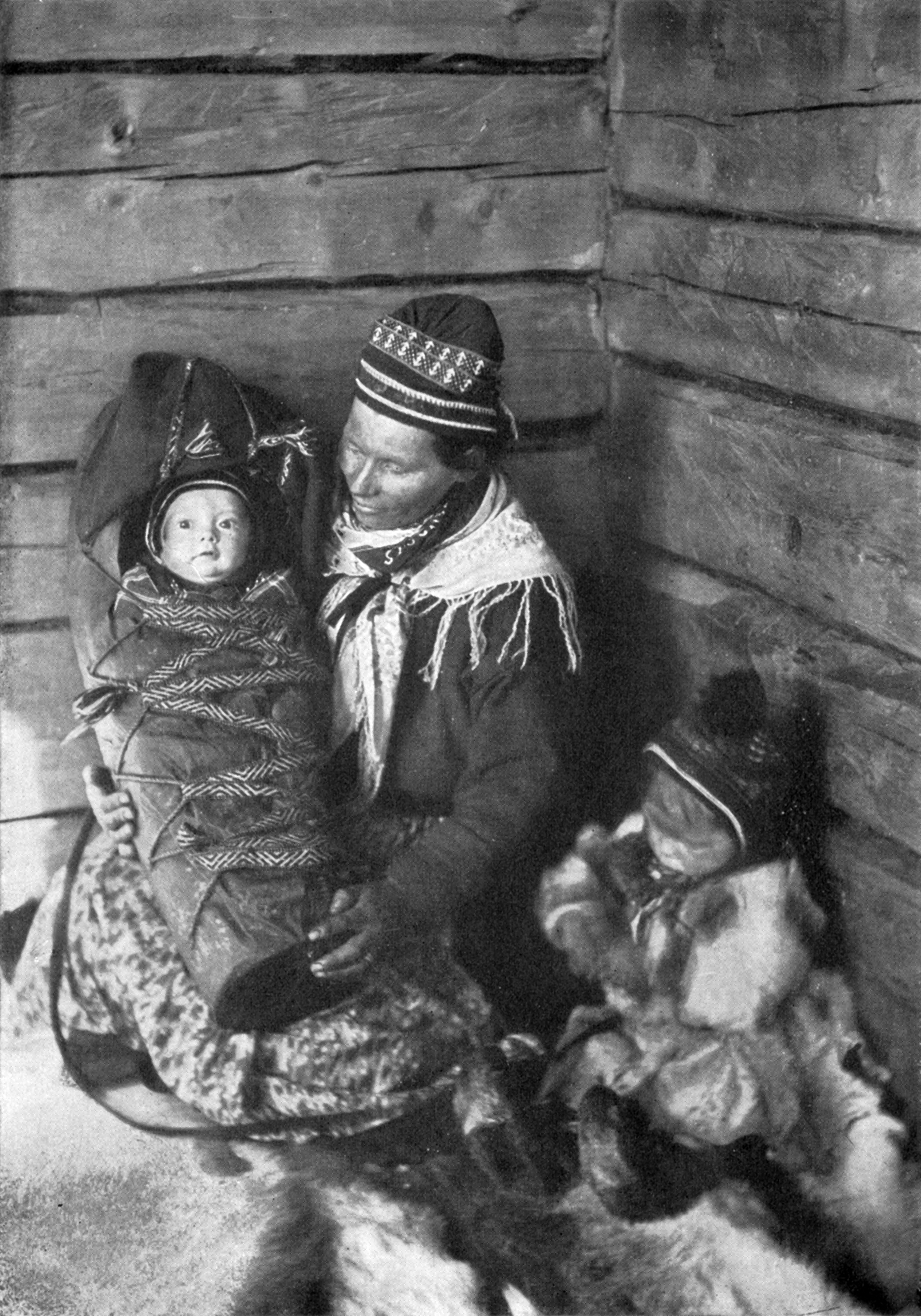
Samekvinna med barn fotograferade av Borg Mesch, ur juninumret av National Geographic 1917.

Borg Emil Ragnar Mesch, född 17 december 1869 i Sundsvall, död 20 oktober 1956 i Jukkasjärvi församling, var en svensk fotograf. 

## Biografi
Som ung hade han ateljé i Landskrona och i Gävle, men flyttade 1899 till Kiruna. Mesch livnärde sig huvudsakligen som porträttfotograf, men är känd för sina bilder av nybyggarsamhället Kiruna, byggandet av Riksgränsbanan, Kebnekaises fjällvärld och samerna. Mesch sågs allmänt som en äventyrslysten person, och han deltog i flera expeditioner för att bestiga fjälltoppar. Den 4 juli 1907 blev Mesch den förste att bestiga Kebnekaises Nordtopp.Kiruna kommun delar årligen ut ett Borg Mesch-stipendium. 
En av de mer kända böckerna om Borg Mesch heter Fjällfotografen Borg-Meschs äventyr bland Lapplands fjäll. Den utgavs 1929 på Albert Bonniers förlag AB. Boken är skriven av Ossian Elgström som även har skrivit andra böcker där han använt bilder tagna av Borg Mesch. En annan bok där Borg Meschs bilder förekommer är Lappalaiset. Resor i Lappland och Norge, skriven av Ossian Elgström och utgiven 1919.
Exempel på mer nyutgivna böcker med Meschs bilder är Fjällvråken Borg Mesch. Fotografpionjär bland samer, rallare och mäktiga landskap, med text av Svante Hedin, samt Hans Andersons Borg Mesch. Drömmen om fjällen. Berättelsen om en tid då allt blev annorlunda.
Borgtoppen i Akkamassivet i Stora Sjöfallet är uppkallad efter Borg Mesch.
Kiruna kommun har en stor samling av Borg Meschs bilder.

## Böcker illustrerade av och om Borg Mesch (Urval)
- Abisko turiststation / Ludvig Lindroth = Till nya turiststugan vid Kebnekaise / Allan Lenander = Kaskasatjåkkos bestigning / Borg Mesch. - 1908
- Fjällfotografen Borg-Meschs äventyr bland Lapplands fjälldels med Borg-Meschs fotografier, dels efter teckningar / av Ossian Elgström. - 1929
- Kiruna Folkets hus-förening 50 år: 1901-1951: kortfattad historik, på uppdrag av Folkets Hus-föreningens styrelse / skriven av Torsten Lindqvist; foto av Borg Mesch. - 1951
- Lapska fjällbor: skildrade av Borg Mesch; text Bo Sommarström. - 1962. -  Norrbotten.
- Vem är vem: kortfattad presentation av personerna bakom gatunamnen i Kiruna / sammanställd av Elin Andersson; [foto: Borg Mesch ...]. - 1992
- Drömmen om fjällen: berättelsen om en tid då allt blev annorlunda / [foto:] Borg Mesch; [text:] Hans Anderson. - 1995 - [3. uppl.]